# Capasa albodecorata
Capasa albodecorata är en fjärilsart som beskrevs av Swinhoe 1902. Capasa albodecorata ingår i släktet Capasa och familjen mätare. Inga underarter finns listade i Catalogue of Life.